# اودو بوکمان
اودو بوکمان (انگلیسی: Udo Böckmann؛ زادهٔ ۱۵ ژوئیهٔ ۱۹۵۲) بازیکن فوتبال اهل آلمان است.
از باشگاه‌هایی که در آن بازی کرده‌است می‌توان به باشگاه فوتبال بوخوم اشاره کرد.